# Richard Ring
Richard Ring (* 14. April 1938; † 6. Juli 2018) war ein kanadischer Jazzgitarrist, der vor allem in der Jazzszene Montréals aktiv war.

## Leben und Wirken
Ring arbeitete ab den späten 1950er-Jahren in der kanadischen Musikszene; erste Aufnahmen entstanden 1960 mit Estelle Caron, Buck Lacombe & Strings für den kanadischen Rundfunksender CBC. In den folgenden Jahren spielte er u. a. mit Jack Rider, Gerry Hoelke, Tony Chappell, Yvan Landy und der Denny Christianson Big Band; ferner trat er mit seiner Frau, der Sängerin Ranee Lee auf und war auf zahlreichen ihrer Alben zu hören wie You Must Believe in Swing, Seasons of Love, Maple Groove : Songs of the Great Canadian Songbook und What Is Going On?. 1995 nahm er für Justin Time Records sein Debütalbum Ring in Minor auf, an dem Jean Lebrun (fl), Tilden Webb (p), Oliver Jones, Dave Young (b), Wali Muhammad (dr) und Ranee Lee mitwirkten. Im Laufe seiner Karriere spielte er außerdem mit Musikern wie Tony Bennett, Sammy Davis Jr., Ed Thigpen, Ray Brown und Michel Legrand. Im Bereich des Jazz war er zwischen 1960 und 2013 an 37 Aufnahmesessions beteiligt, in späteren Jahren auch mit Charlie Biddle.